# 渡辺満久
渡辺 満久（わたなべ みつひさ、1956年 - ）は、日本の地理学者、東洋大学社会学部教授。専門は変動地形学、活断層研究。

## 経歴
新潟県生まれ。新潟県立高田高等学校卒業。1980年、東京大学理学部卒業。1989年、東京大学大学院理学系研究科地理学専攻博士課程修了、「東北日本の火山フロント沿いにおける、活断層・火山の相補的分布と低地帯の分化様式」により、東京大学より理学博士を取得。東京大学では米倉伸之の指導を受けた。
1991年に東洋大学文学部講師となり、1995年に助教授へ昇任、1999年に社会学部へ移籍し、2002年に教授。

## 研究と社会的発言
活断層の働きによって形成される変動地形について、トレンチ調査やテフロクロノロジーの手法（火山灰の分析による年代の特定法）などを用いた野外調査の成果とコンピュータ上の数値実験を交えた研究を行なっている。国内外各地における活断層に関係したトレンチ調査に数多く関わっている。
1995年の阪神・淡路大震災以降、活断層の専門家としてメディアに登場するようになった。
2008年に、日本地球惑星関連連合大会における学会発表で、青森県六ヶ所村の日本原燃諸施設の直下に活断層が存在する可能性を指摘し、現地説明会も行なった、日本原燃は自社のウェブサイト上に、渡辺の所説への反論文を掲出した。
2009年に、「原子力関連施設周辺における活断層評価への疑問」を『科学』誌上に発表し、原子力発電所の立地と活断層のリスクについて問題提起を行なった。
2012年10月には、原子力規制委員会が11月に実施する関西電力大飯原発の現地調査に外部専門家として参加することが発表された。

## おもな業績

### 共著
- （鈴木康弘との共著）活断層地形判読―空中写真による活断層の認定、古今書院、1999年 ISBN 978-4772216876
- （小出裕章、明石昇二郎との共著）「最悪」の核施設 六ヶ所再処理工場、集英社新書、2012年 ISBN 978-4087206531